# Rallye Nový Zéland

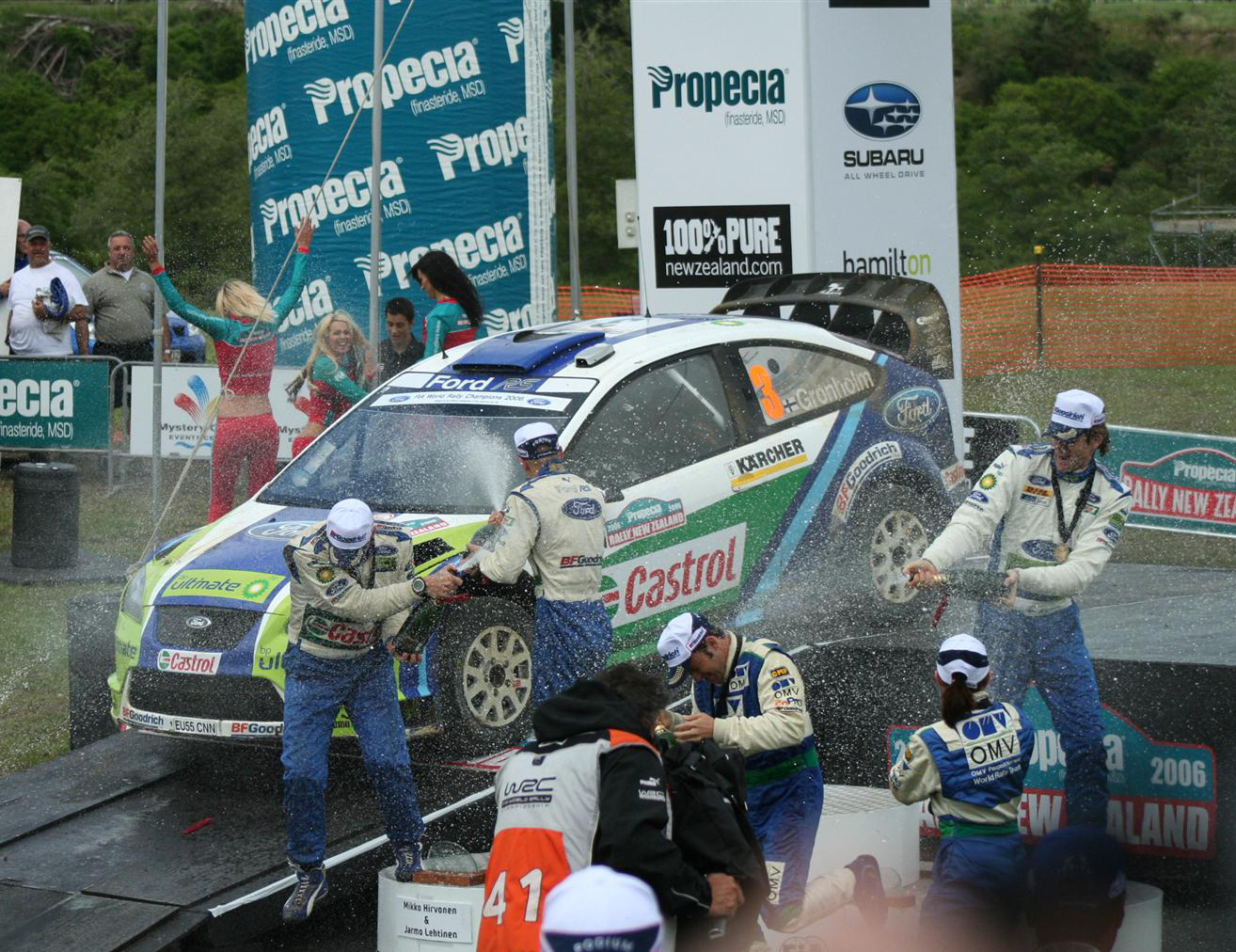
Radost vítězné posádky v roce 2006

Rally Nový Zéland (Rally of New Zealand) je nejstarší podnik rallyového mistrovství světa pořádaný na jižní polokouli. S výjimkou roku 1974, kdy se neuskutečnil z důvodu celosvětové ropné krize, se koná každoročně již od roku 1969.

## Přehled vítězných posádek
| Rok  | Řidič              | Navigátor               | Vůz                       |
| ---- | ------------------ | ----------------------- | ------------------------- |
| 1969 | Grady Thompson     | Rick Rimmer             | Holden Monaro             |
| 1970 | Paul Adams         | Don Fenwick             | BMW 2002                  |
| 1971 | Bruce Hodgson      | Mike Mitchell           | Ford Lotus Cortina        |
| 1972 | Andrew Cowan       | Jim Scott               | BLMC Mini 1275 GT         |
| 1973 | Hannu Mikkola      | Jim Porter              | Ford Escort RS 1600       |
| 1974 | Nekonala se        | Nekonala se             | Nekonala se               |
| 1975 | Mike Marshall      | Arthur McWatt           | Ford Escort RS 1800       |
| 1976 | Andrew Cowan       | Jim Scott               | Hillman Avenger           |
| 1977 | Fulvio Bacchelli   | Francesco Rossetti      | FIAT 131 Abarth           |
| 1978 | Russell Brookes    | Chris Porter            | Ford Escort RS            |
| 1979 | Hannu Mikkola      | Arne Hertz              | Ford Escort RS            |
| 1980 | Timo Salonen       | Seppo Harjanne          | Datsun 160J               |
| 1981 | Jim Donald         | Kevin Lancaster         | Ford Escort RS            |
| 1982 | Bjorn Waldegard    | Hans Thorszelius        | Toyota Celica             |
| 1983 | Walter Rohrl       | Christian Geistdorfer   | Lancia 037 Rally          |
| 1984 | Stig Blomqvist     | Bjorn Cederberg         | Audi Quattro              |
| 1985 | Timo Salonen       | Seppo Harjanne          | Peugeot 205 T 16          |
| 1986 | Juha Kankkunen     | Juha Piironen           | Peugeot 205 T 16E2        |
| 1987 | Franz Wittmann     | Jorg Pattermann         | Lancia Delta HF 4W        |
| 1988 | Josef Haider       | Ferdinand Hinterleitner | Opel Kadett GSi 16V       |
| 1989 | Ingvar Carlsson    | Per Carlsson            | Mazda 323 4WD             |
| 1990 | Carlos Sainz       | Luis Moya               | Toyota Celica GT-Four     |
| 1991 | Carlos Sainz       | Luis Moya               | Toyota Celica GT-Four     |
| 1992 | Carlos Sainz       | Luis Moya               | Toyota Celica Turbo 4WD   |
| 1993 | Colin McRae        | Derek Ringer            | Subaru Legacy RS          |
| 1994 | Colin McRae        | Derek Ringer            | Subaru Impreza 555        |
| 1995 | Colin McRae        | Derek Ringer            | Subaru Impreza 555        |
| 1996 | Richard Burns      | Robert Reid             | Mitsubishi Lancer Evo III |
| 1997 | Kenneth Eriksson   | Staffan Parmander       | Subaru Impreza 555        |
| 1998 | Carlos Sainz       | Luis Moya               | Toyota Corolla WRC        |
| 1999 | Tommi Mäkinen      | Risto Mannisenmäki      | Mitsubishi Lancer Evo VI  |
| 2000 | Marcus Grönholm    | Timo Rautiainen         | Peugeot 206 WRC           |
| 2001 | Richard Burns      | Robert Reid             | Subaru Impreza WRC 2001   |
| 2002 | Marcus Grönholm    | Timo Rautiainen         | Peugeot 206 WRC           |
| 2003 | Marcus Grönholm    | Timo Rautiainen         | Peugeot 206 WRC           |
| 2004 | Petter Solberg     | Phil Mills              | Subaru Impreza WRC 04     |
| 2005 | Sébastien Loeb     | Daniel Elena            | Citroën Xsara WRC         |
| 2006 | Marcus Grönholm    | Timo Rautiainen         | Ford Focus RS WRC         |
| 2007 | Marcus Grönholm    | Timo Rautiainen         | Ford Focus RS WRC         |
| 2008 | Sébastien Loeb     | Daniel Elena            | Citroën C4 WRC            |
| 2009 | nekonala se        | nekonala se             | nekonala se               |
| 2010 | Jari-Matti Latvala | Miikka Anttila          | Ford Focus RS WRC 09      |
| 2011 | Hayden Paddon      | John Kennard            | Subaru Impreza WRX        |
| 2022 | Kalle Rovanperä    | Jonne Halttunen         | Toyota GR Yaris Rally1    |

## Počet vítězství
| Number | Driver          | Country   | Years                        |
| ------ | --------------- | --------- | ---------------------------- |
| 5      | Marcus Grönholm | Finsko    | 2000, 2002, 2003, 2006, 2007 |
| 4      | Carlos Sainz    | Španělsko | 1990, 1991, 1992, 1998       |
| 3      | Colin McRae     | Skotsko   | 1993, 1994, 1995             |
| 2      | Andrew Cowan    | Skotsko   | 1972, 1976                   |
| 2      | Hannu Mikkola   | Finsko    | 1973, 1979                   |
| 2      | Timo Salonen    | Finsko    | 1980, 1985                   |
| 2      | Richard Burns   | Anglie    | 1996, 2001                   |
| 2      | Sébastien Loeb  | Francie   | 2005, 2008                   |